# Kathleen Nolan
Kathleen Nolan (ur. jako Jocelyn Schrum 27 września 1933 w Saint Louis w stanie Missouri, USA), amerykańska aktorka filmowa, teatralna i telewizyjna.